# Nürnberger Börse

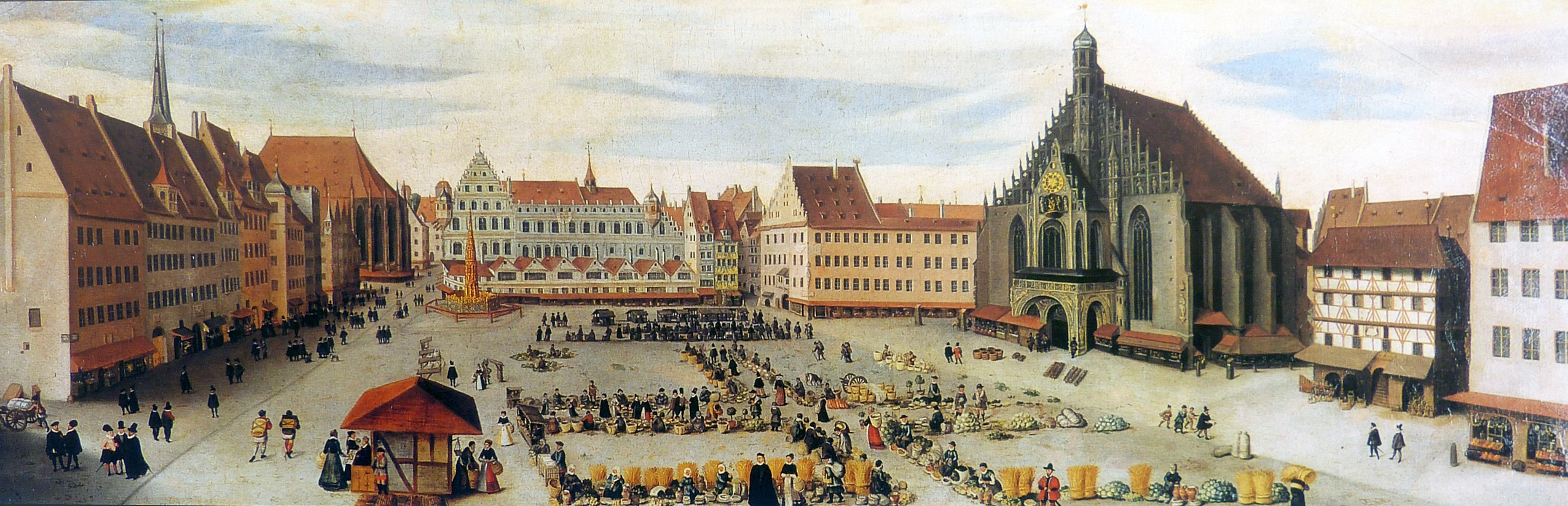
Der Markt zu Nürnberg von Lorenz Strauch (1594). Die Börse befand sich im Nordwesten (links oben).

Die Nürnberger Börse entstand als eine der ersten deutschen Börsen im 16. Jahrhundert am Hauptmarkt in Nürnberg. Sie war ein Bindeglied im Handel zwischen Italien und anderen europäischen Wirtschaftszentren. Gehandelt wurden sowohl Waren als auch Finanzprodukte. Ab dem Dreißigjährigen Krieg verlor die Nürnberger Börse zunehmend ihre Bedeutung als europäischer Finanzplatz. Seit der zweiten Hälfte des 19. Jahrhunderts werden in Nürnberg keine Wechselkurse mehr notiert. Die Stadt ist seitdem nur noch indirekt über andere Handelsplätze mit den internationalen Finanzmärkten verbunden.

## Gründung

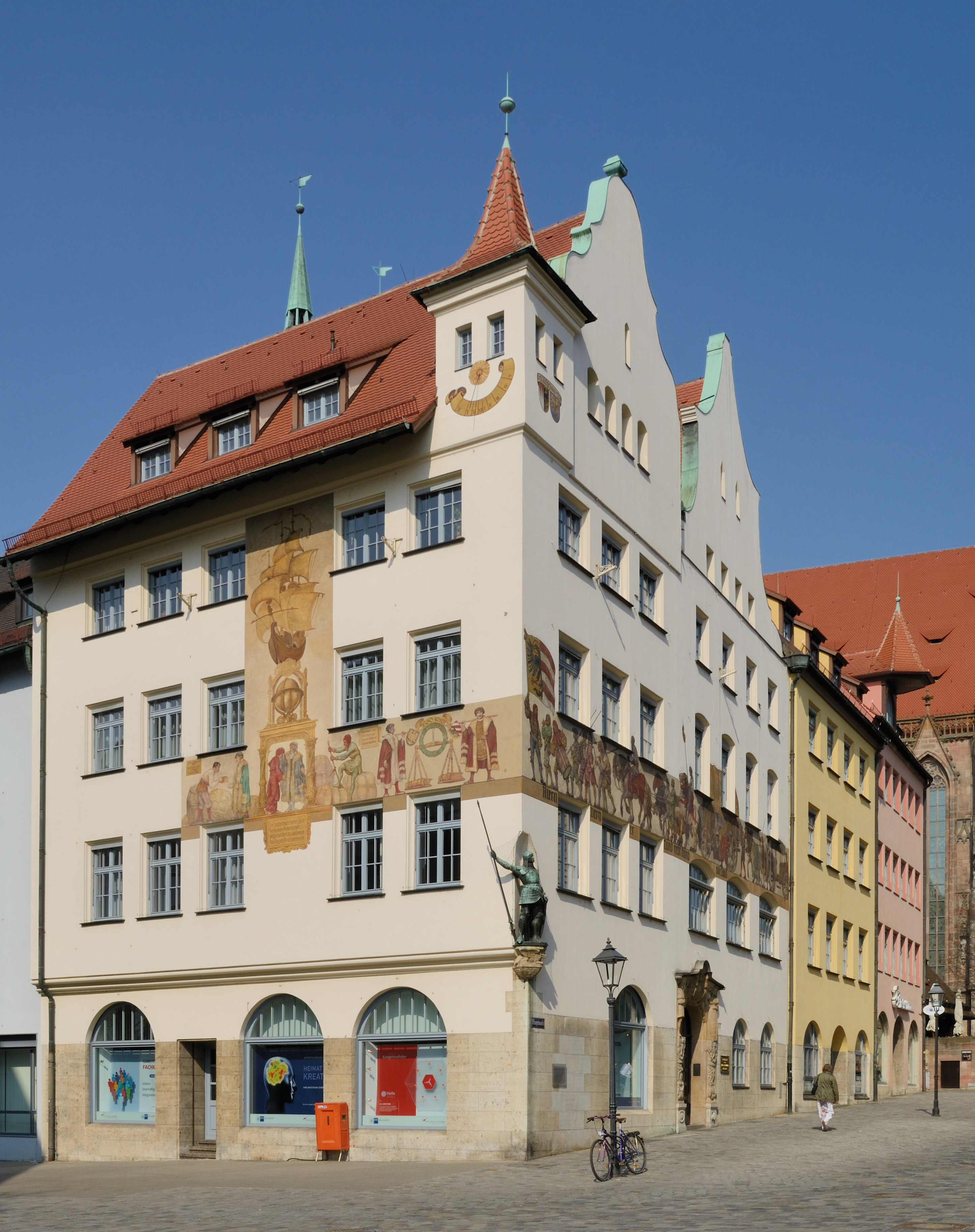
Im Hauptgebäude der IHK (Bauzustand vor der Sanierung ab 2014) hielt der Handelsvorstand der Börse ab 1566 seine Beratungen ab.

Prozession am Herrenmarkt. Hier entstand die Börse. Im Hintergrund ist über den Brotlauben von St. Sebald das Marktglöcklein zu sehen. Stich von Johann Azelt (um 1682).

### Anfänge
Im Mittelalter lag Nürnberg an wichtigen Handelsrouten und entwickelte sich ab dem 14. Jahrhundert zu einer europäischen Wirtschaftsmetropole. Nürnberg pflegte einen regen Austausch mit deutschen Städten und internationalen Handelspartnern wie Venedig, Antwerpen und Lyon.
Im 15. und 16. Jahrhundert waren in Nürnberg bedeutende Händlerfamilien aktiv. Zu ihnen zählten die Hirschvogel, Imhoff, Kreß, Stromer und Tucher. Der Reichtum, den sie im Warenhandel erwarben, gab ihnen die Möglichkeit, auch Finanzgeschäfte in großem Umfang durchzuführen. Der Nürnberger Fernhändler und Bankier Wilhelm Rummel galt als Hauptgeldgeber König Ruprechts. 1401/02 finanzierte er zusammen mit seinen florentinischen Geschäftspartnern dessen Italienfeldzug. Weitere prominente Kunden des Bankhauses Rummel waren der Nürnberger Burggraf Friedrich und König Sigismund. Auch die Augsburger Fugger, die Welser und zahlreiche ausländische Gesellschaften unterhielten Handelsniederlassungen in der Stadt.
Der nordwestliche Teil des heutigen Nürnberger Hauptmarkts hieß früher Herrenmarkt. Hier gingen die Großkaufleute ihren Geschäften nach. In unmittelbarer Nähe existierten bereits im 15. Jahrhundert zwei Institutionen, die wesentlich zur Entstehung der Börse beitrugen:
- die öffentliche Waage
- der Wechsel

Die öffentliche Waage (auch Fronwage genannt) befand sich seit 1497 zusammen mit der Herrentrinkstube in einem von Hans Behaim erbauten Gebäude. Händler hatten hier die Möglichkeit, Geschäfte abzuschließen und ihre Waren direkt in einem vor Betrug geschützten Umfeld zu wiegen. Die öffentlichen Wechsler hatten ihren Stand in der Nähe des Schönen Brunnens. Sie boten zunächst nur einen tatsächlichen Münzwechsel an. Später wurden am Herrenmarkt auch Wechsel in Form von Wertpapieren gehandelt. In der seit 1520 neben der Sebalduskirche gelegenen Münzschau konnten Kaufleute Münzen auf ihre Echtheit prüfen lassen. Diese Institution wurde auch Schauamt oder Alte Schau genannt.
Ab welchem Zeitpunkt man am Nürnberger Herrenmarkt von einer Börse sprechen kann, hängt von der Definition des Begriffs ab. Durch die Fronwage, den Wechsel und die Münzschau war frühzeitig eine öffentliche Infrastruktur vorhanden. Mehrere Quellen nennen als Gründungszeitpunkt das Jahr 1540 oder die erste Hälfte des 16. Jahrhunderts. Hiernach wäre die Nürnberger Börse, zusammen mit jener in Augsburg, die erste Institution dieser Art in Deutschland.

### Marktordnung
Im Jahr 1560 legten 61 Kaufleute dem hohen Rat der Stadt Nürnberg ein Schriftstück vor. Dieses enthielt die Bitte, die Einrichtung und Ordnung des Handelsplatzes zu verbessern. In einer Marktordnung wurden daraufhin vom Rat Handelsregeln erlassen und für alle sichtbar auf einer Tafel am Herrenmarkt angebracht. Zu ihrer Sicherstellung ernannte der Rat 1562 die beiden Obermarktherren Martin Pfinzing und Hans Welser. Beide stammten aus angesehenen Nürnberger Patrizierfamilien. Sie wurden ab 1566 von fünf (später vier) Handelsleuten unterstützt, die als Marktvorsteher tätig waren. Zusammen bildeten sie den Handelsvorstand der Börse.
Die Marktordnung beschränkte die Handelszeiten am Herrenmarkt auf 11:00 bis 17:00 Uhr. Handelsbeginn und -ende läutete man mit einer Glocke ein. Das Marktglöcklein wurde an einem Strebepfeiler der Sebalduskirche befestigt. Das Einläuten des Marktes übernahm erstmals der Taschner und Predigtstuhlmacher Hans Öfner. Er erhielt zudem den Auftrag, einen Goldschilling von allen Personen einzutreiben, die außerhalb der Marktzeiten handelten.
Nach Etablierung der neuen Marktordnung mieteten die Kaufleute ein Marktgewölbe. Der Handelsvorstand hielt dort seine Beratungen ab. Das Marktgewölbe befand sich zwischen dem Schönen Brunnen und der Sebalduskirche und ist heute Sitz der Industrie- und Handelskammer Nürnberg für Mittelfranken. Ein eigenes Börsengebäude wie in anderen Städten war in Nürnberg zwar geplant, es wurde jedoch nicht realisiert. Der Handel am Herrenmarkt fand zumindest zum Teil unter freiem Himmel statt.

## Handelsgüter

Nürnberger Reichsguldiner aus dem Jahr 1573

An der Nürnberger Börse wurden sowohl Waren- als auch Finanzgeschäfte abgeschlossen.
Im Warenbereich sind Metallprodukte und Tuche zu nennen. Diese Güter wurden in Nürnberg nicht nur vertrieben, sondern auch in großer Menge hergestellt. Ihre hohe Verbreitung führte zu dem Spruch Nürnberger Hand geht durch alle Land. Später entwickelte sich daraus das leicht abgewandelte Sprichwort Nürnberger Tand geht durch alle Land. Am Herrenmarkt wurden zudem Gewürze gehandelt. Nürnberg war im 15. und 16. Jahrhundert ein internationaler Umschlagplatz für Safran und Pfeffer.
Handelsobjekte im Finanzbereich waren Münzen (Sorten) und Wechsel. Wechsel spielten im Fernhandel eine wichtige Rolle, da sie einen bargeldlosen Zahlungsverkehr ermöglichten. Dies sparte Aufwand und reduzierte das Risiko eines Überfalls. Seit 1583 wurden auf Verlangen der Kaufmannschaft regelmäßig Wechselkurse der wichtigsten Handelspartner notiert. Darüber hinaus wurden am Herrenmarkt Darlehen begeben.
Ein weiteres Handelsgut waren Anteilsscheine an Bergwerken, sogenannte Kuxe. Durch ihren Erwerb sicherten Nürnberger Kaufleute die Versorgung der ansässigen Handwerker mit Metallen.

## Handelsbräuche

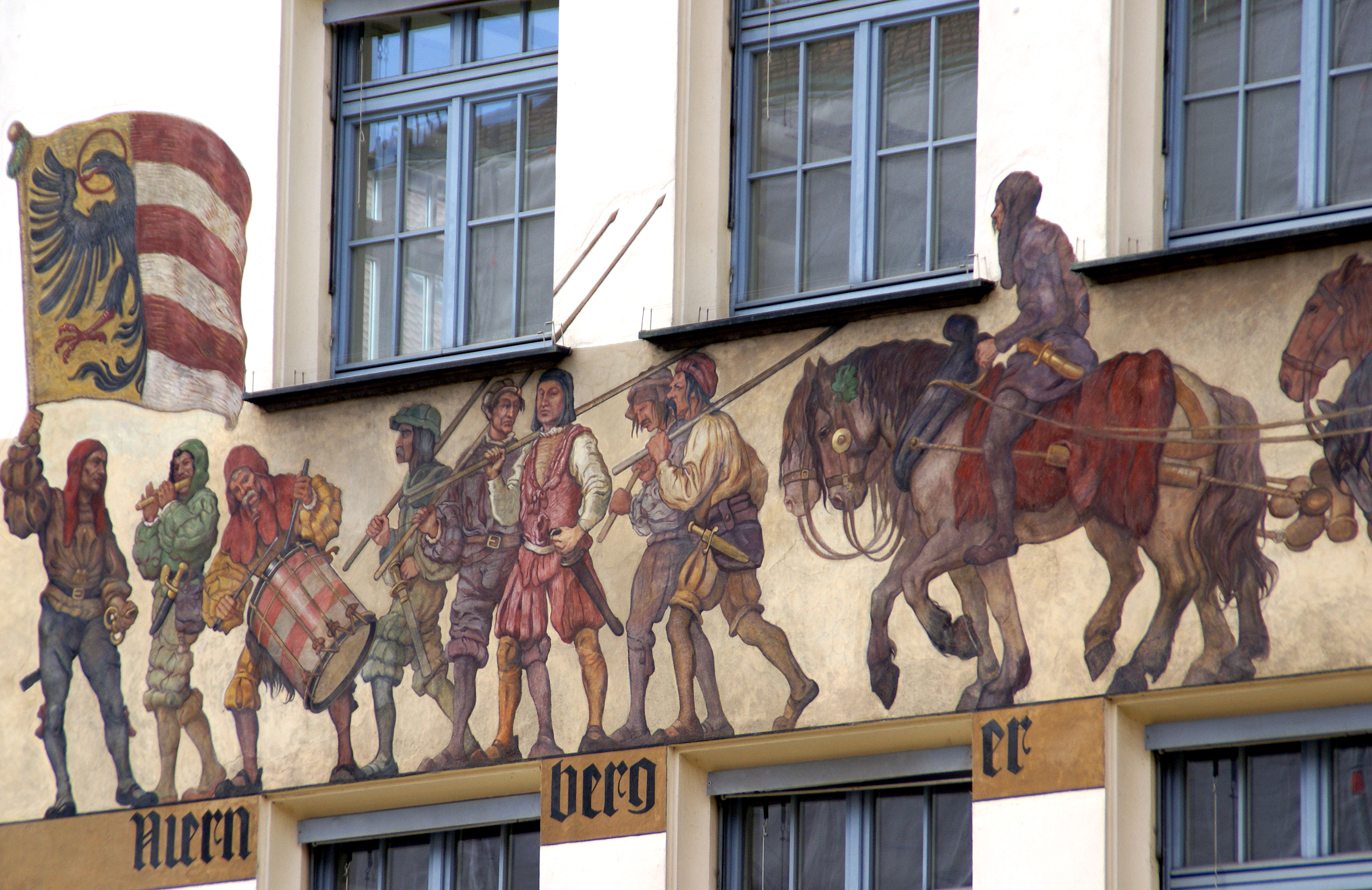
Historienmalerei an der Fassade des heutigen Hauptgebäudes der IHK in Nürnberg. Unter dem Titel Nürnberger Kaufmannszug im Geleite zeigt es eine entsprechende Szene des 16. Jahrhunderts. Malerei von Georg Kellner (1910).

Die Nürnberger Börse war ein Handelsplatz der Großkaufleute. Am Herrenmarkt gingen einflussreiche Kaufmannsfamilien und Handelsgesellschaften ihren Geschäften nach. Der Einzelhandel wurde strikt von der Börse getrennt und fand in anderen Bereichen des heutigen Hauptmarkts statt.
Die Nürnberger Großkaufleute organisierten sich zunächst informell in der Herrentrinkstube im alten Waaggebäude. Die damaligen Gebräuche hielt Lorenz Meder 1558 in seinem Handelsbuch fest, das zum Standardwerk für die oberdeutschen Kaufleute wurde. Mit der im Jahr 1560 etablierten Marktordnung gaben sich die Kaufleute offizielle Regeln. Für ihre Durchsetzung war der Handelsvorstand der Börse verantwortlich. Er ahndete Verstöße mit Geld- oder Freiheitsstrafe. Die im Jahr 1564 veröffentlichte Nürnberger Zivilgesetzgebung, Der Stat Nürmberg verneute Reformation [sic], enthielt weitere Vorschriften zu Handelsgeschäften in der Stadt. In der Reformation von 1564 sind auch Bestimmungen über börsenmäßige Termingeschäfte enthalten.
Öffentliche Wechselkursnotierungen erfolgten an der Nürnberger Börse ab 1583. Kaufleute konnten zu den regelmäßig publizierten Kursen Fremdwährungen bei den amtlichen Wechslern am Herrenmarkt tauschen. Die dort üblichen Usancen wurden in verschiedenen Wechselordnungen festgehalten. Aufgrund der damaligen Konkurrenzsituation versuchte die Augsburger Kaufmannschaft über Kaiser Rudolf II. die Kursnotierungen am Herrenmarkt zu stoppen. Sie hatte damit jedoch keinen Erfolg.
Die Nürnberger Handelsbräuche und -gesetze waren in der frühen Neuzeit über die Ortsgrenze hinaus relevant und galten auch in anderen Städten. Sie bildeten eines der Fundamente des heutigen deutschen Handelsrechts. Die Vorgängerversion des HGB, das Allgemeine Deutsche Handelsgesetzbuch, wurde in Nürnberg verfasst.

## Handelspartner

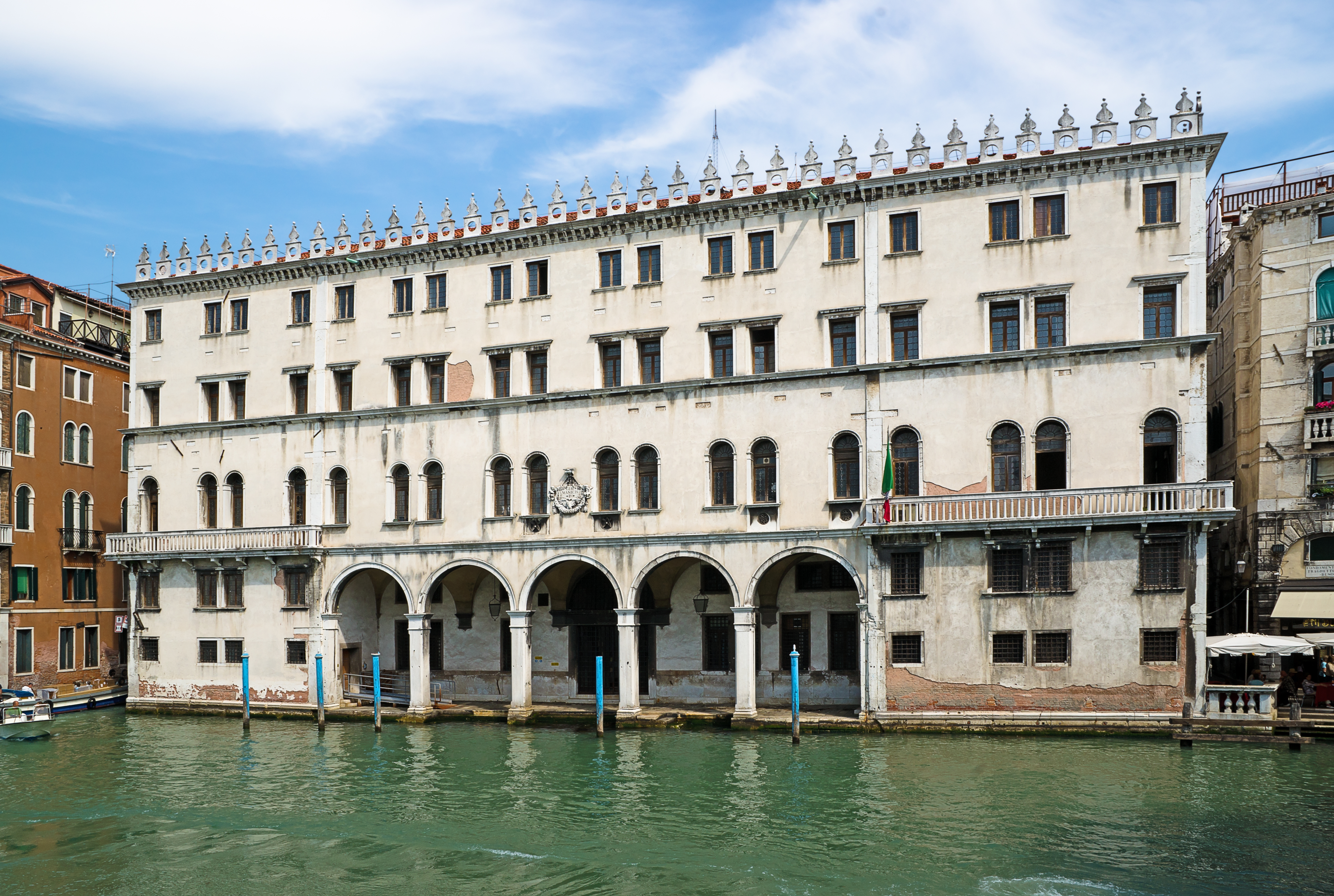
Der 1508 nach einem Brand neugebaute Fondaco dei Tedeschi in Venedig. Nürnberger Händler hatten, wie alle deutschen Kaufleute, im Gebäude zu wohnen und nur dort ihre Geschäfte über venezianische Makler (sensali) abzuwickeln. Sie hatten dort einen Ehrenvorrang: Zur ersten Liga, der Nürnberger Tafel, gehörten neben den Bewohnern Nürnbergs auch Händler aus Köln, Basel, Straßburg, Speyer, Worms, Mainz, Frankfurt und Lübeck.

Nürnberg war im 16. Jahrhundert ein Handels- und Finanzzentrum europäischen Ranges. An der Nürnberger Börse wurden Wechselkurse zu folgenden Handelspartnern notiert:
- Amsterdam
- Antwerpen
- Danzig
- Frankfurt am Main
- Hamburg
- Leipzig
- Lübeck
- Lyon
- Ulm
- Venedig
- Wien

Die Nürnberger Börse diente als Bindeglied im Handel zwischen Italien und anderen europäischen Wirtschaftszentren. Eine wichtige Rolle spielte der Warentransfer von Venedig in die Hafenstädte an der Nord- und Ostsee. Nürnberger Kaufleute nutzten in Venedig den Fondaco dei Tedeschi als Handelsniederlassung, wie alle Händler aus dem Reich, die am Handel mit Venedig partizipieren wollten. Umgekehrt siedelten sich italienische Kaufleute in Nürnberg an. Im Mittelalter geschah dies noch selten, wie etwa durch die venezianischen Amadi von Mitte des 14. bis Anfang des 15. Jahrhunderts. Im Jahr 1574 waren in der Stadt bereits 18 „welsche“ Familien im Handel tätig. Neben der günstigen Lage waren für sie die Privilegien attraktiv, die Nürnberger Bürger in anderen Handelsmetropolen wie Frankfurt am Main und Antwerpen genossen.
In Nürnberg erschien 1537 die erste Abhandlung über Buchführung in deutscher Sprache. Diese wurde aus dem Italienischen übersetzt. Im Jahr 1585 waren es Nürnberger Kaufleute, die zusammen mit ihren italienischen Handelspartnern die Gründung einer Börse in Frankfurt am Main anregten. In der Mitte des 17. Jahrhunderts hatte sich die Nürnberger Kaufmannschaft soweit internationalisiert, dass der Umsatz der ausländischen Händler den der einheimischen Gesellschaften bei weitem übertraf.

## Banco Publico

Einzug Gustav Adolfs 1632 am Herrenmarkt. Das Gebäude in der Mitte ist die Alte Schau. Gemälde von Paul Ritter (1884).

Im Jahr 1618 begann in Deutschland der Dreißigjährige Krieg. Der enorme Bedarf an Kriegsmitteln führte in den Finanzmetropolen zu einer Verschlechterung der Münzqualität und somit zu einer Inflation. Die damalige Münzentwertung wird als Kipper- und Wipperzeit bezeichnet. Den Handel stellte sie vor große Probleme. Auf Anregung des Marktvorstehers Bartholomäus Viatis beschloss der Rat der Stadt Nürnberg daher im Jahr 1621 die Gründung des Nürnberger Banco Publico. Hierbei handelte es sich um eine städtische Girobank, die den bargeldlosen Zahlungsverkehr mit Handelspartnern ermöglichte. Nürnberger Kaufleute waren verpflichtet, dort Gelder einzulegen und alle Geschäfte abzuwickeln, deren Wert 200 Gulden überstieg. Ähnliche Institutionen gab es in Amsterdam, Hamburg und Venedig.
Das Gesetz zur Gründung des Banco Publico wurde von Andreas III. Imhoff verfasst. Als öffentliche Einrichtung hatte die Bank ihren Sitz im Nürnberger Rathaus. Die Beaufsichtigung des Instituts unterlag dem Bancoamt. Dieses Gremium bestand aus zwei Ratsmitgliedern, zwei Juristen und den Marktvorstehern der Börse. Das Aufsichtsgremium konnte nicht verhindern, dass der Rat der Stadt mehrfach auf die Einlagen des Banco zugriff. Dies verschärfte sich, als der schwedische König und Heerführer Gustav Adolf während der Schlacht an der Alten Veste sein Lager 1632 bei Nürnberg aufschlug. Für die kostspielige Verpflegung seiner Armee musste die Stadt aufkommen. Der König forderte von Nürnberg zudem ein Kriegsdarlehen. In den darauf folgenden Jahren kam es mehrfach zu Kampfhandlungen im Stadtgebiet. Als diese 1635 endeten, war Nürnberg hoch verschuldet und der Banco Publico bankrott.
Der Rat verpflichtete sich im Jahr 1635, die entnommenen Gelder in monatlichen Raten an den Banco Publico zurückzuzahlen. Um zukünftig Übergriffe auf die Einlagen der Bank zu verhindern, wurde das Bancoamt ab diesem Zeitpunkt von 12 vom Rat gewählten Marktadjunkten unterstützt. Sie entstammten der Kaufmannschaft und sollten deren Interessen schützen. Neben einer reinen Bankenaufsicht erfüllte das Bancoamt auch die Aufgaben eines Schiedsgerichts. Hieraus ging im Jahr 1697 das Mercantil- und Bancogericht als unabhängige Gerichtsinstanz hervor. Dieses Handelsgericht war für die Rechtsprechung in Nürnberg verantwortlich und fertigte Gutachten für auswärtige Rechtsangelegenheiten an. Das Nürnberger Mercantil- und Bancogericht entwickelte sich im frühen 19. Jahrhundert. zum Handelsgericht der Reichsstadt Nürnberg und wurde so im Laufe des 19. Jahrhunderts zur Keimzelle des bayerischen und deutschen Handelsgerichtswesens.
Durch die Gründung des Banco gelang es Nürnberg im 17. Jahrhundert, den Anschluss an andere wichtige Finanzplätze zu halten. Die wirtschaftliche Bedeutung der Stadt nahm in dieser Zeit jedoch bereits ab. Dass der Banco dennoch rund 200 Jahre existierte, verdankte er weniger seinem finanziellen Erfolg als vielmehr seiner Funktion als Stabilitätsgarant im bargeldlosen Zahlungsverkehr. Allerdings hatte die Bank – ebenfalls im Gegensatz zu vergleichbaren Institutionen – den Nachteil, dass ihre Dienstleistungen nicht kostenlos waren, sondern Gebühren anfielen. Damit sowie mit der Zulassung des mehrfachen Indossaments 1700 verlor der Banco Publico eigentlich seine bankenwirtschaftliche Existenzberechtigung, dennoch wurde er aus Traditionsgründen weiterhin am Leben erhalten, obwohl seine ökonomische Relevanz zunehmend sank.

## Wechselordnungen

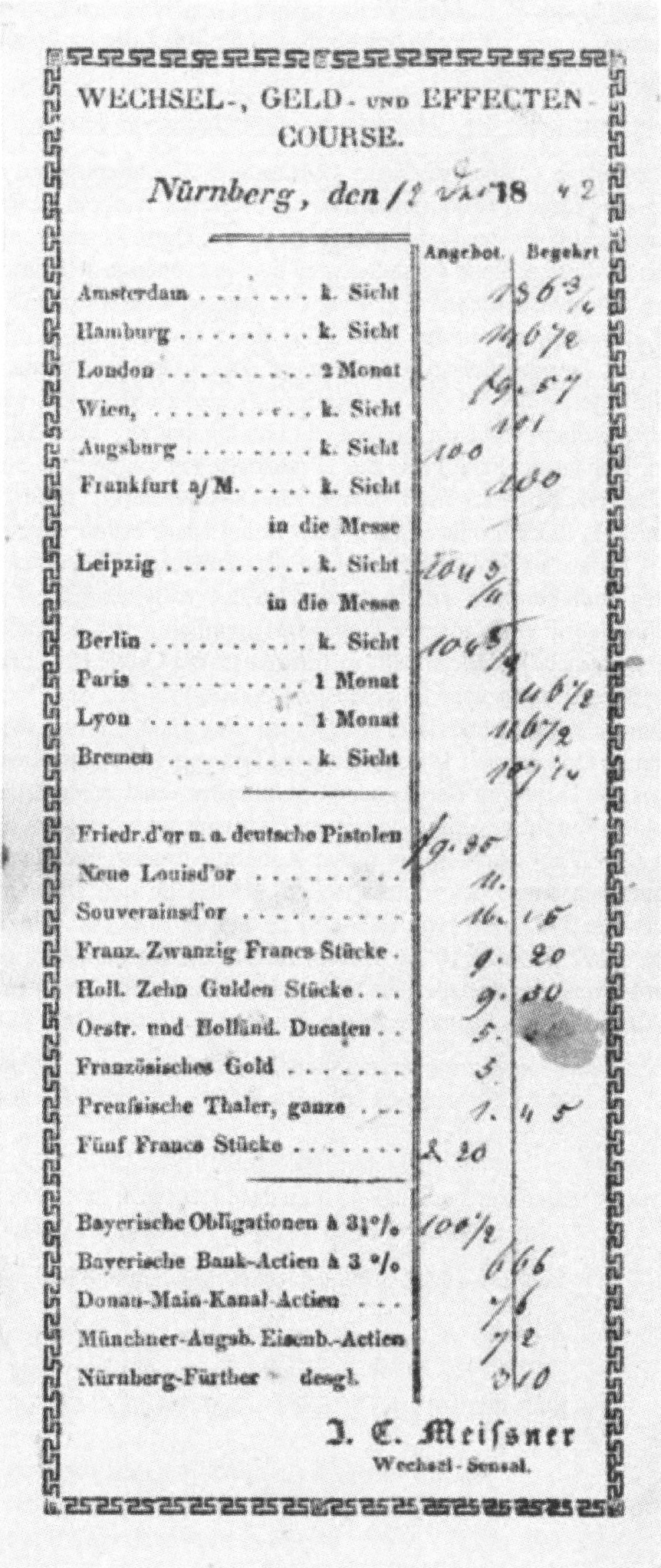
Nürnberger Kurszettel aus dem Jahr 1842

Neben Vorschriften zum Zwang der Zahlung in guter Währung umfasste die Bancoordnung von 1621 auch Paragraphen zu Wechselgeschäften. Bei ihrer Erneuerung 1654 wurden die wechselrechtlichen Bestimmungen in eine getrennte Wechselordnung überführt. Hierbei flossen Vorschriften der oberitalienischen Handelsplätze mit ein. Insbesondere die Wechselordnung der Regentin Claudia von Medici für Bozen von 1635 diente als Muster. Die Nürnberger Wechselordnung war die erste im Heiligen Römischen Reich, die durch italienische Vorläufer geprägt war. Die Wechselordnung von Frankfurt am Main von 1581, die älteste in Deutschland, hatte sich am Vorbild niederländischer Regelungen orientiert. Die Nürnberger Wechselordnung von 1654 enthielt ein Verbot des mehrfachen Indossierens. Dies stellte einen Kompromiss dar. Während die nordeuropäischen Kaufleute Indossamente nutzten, waren diese in Oberitalien verboten. Im Jahr 1700 wurde eine revidierte Fassung der Wechselordnung erlassen, die auch in Nürnberg mehrfache Indossamente erlaubte.
Die Nürnberger Wechselordnung vom 16. Februar 1722 stellte eine komplette Neufassung dar. Sie war deutlich umfangreicher als ihre Vorgänger und regelte das Wechselgeschäft im Detail. Für Spannungen mit der Nachbarstadt Fürth sorgte ein Paragraph, der vorschrieb, dass Wechsel die „alternative in Nürnberg oder einen benachbarten Ort, zahlbar [sic]“ lauteten, immer in Nürnberg bezahlt werden mussten. Diese Vorschrift betraf vor allem jüdische Kaufleute aus Fürth und dem Umland. Sie waren hierdurch gezwungen ihre Wechselgeschäfte in Nürnberg, anstatt in ihrem Heimatort, abzuwickeln.

## Niedergang
Im 18. und der ersten Hälfte des 19. Jahrhunderts verlor Nürnberg seine Stellung als internationales Handels- und Finanzzentrum zunehmend an Frankfurt am Main und München. Die Gründe hierfür sind vielfältig. Zum einen hatten sich die Handelswege in Europa durch die Entdeckung Amerikas dauerhaft verändert. Zudem litt die Stadt lange Zeit unter den Verheerungen des Dreißigjährigen Krieges und war durch eine verfehlte Wirtschaftspolitik hoch verschuldet.
Im Jahr 1806 büßte Nürnberg aufgrund der Rheinbundakte den Status als Reichsstadt ein und wurde ins Königreich Bayern eingegliedert. Das 1560 an der Sebalduskirche angebrachte Marktglöcklein wurde 1813 abgehängt. Der Marktvorsteher Gottfried Kießling erwarb es zum Materialpreis. Die bayrische Regierung löste den Banco Publico 1827 auf. Im Jahr 1843 wurde in Nürnberg die Handelskammer Mittelfranken gegründet und übernahm ab 1854 die Aufgaben des Handelsvorstands. In Form der IHK hat sie ihren Sitz bis heute am ehemaligen Herrenmarkt. Aus dem Jahr 1858 ist bekannt, dass Nürnberg keine eigenen Wechselkurse mehr notierte, sondern die Kurse von Frankfurt am Main übernahm. Durch diese Veränderungen war die Stadt nur noch indirekt mit den internationalen Finanzmärkten verbunden.